# Rupert Huter
Padre Rupert Huter ( 1834 - 1919 ) fue un religioso, botánico y pteridólogo austríaco; renombrado estudioso de la flora de los Alpes orientales.

## Algunas publicaciones
- 1797.

### Libros
- 1908. Herbar-Studien. Ed. Selbstverl. 161 pp.

- 1872. Flora des Gefäss-Pflanzen von Hölenstein und der nächsten Umgebung ( La flora de plantas vasculares de Holenstein y sus alrededores). 63 pp.

## Honores
Su herbario, conservado en el Vinzentinum de Bressanone, una de las colecciones más importantes de su tipo en los Alpes, con alrededor de 120.000 especímenes. La provincia de Bolzano llegó a un acuerdo con la Declaración de Bressanone en virtud del cual se adquirió la colección por el público hasta 2109; adquisición gratis, pero la Provincia restaurará y expondrá públicamente la importante colección de botánica. Probablemente, el herbario, cuyo valor se estima en cuatro millones de euros, se exhibirá en el Museo de Ciencias Naturales de Bolzano.

### Epónimos
género
- Hostia Moench ex Tratt.[2]

Especies
- (Campanulaceae) Campanula hostii Baumg.[3]

- La abreviatura «Huter» se emplea para indicar a Rupert Huter como autoridad en la descripción y clasificación científica de los vegetales.[4]